# 米哈埃拉·赫鲁巴
米哈埃拉·赫鲁巴（捷克語：Michaela Hrubá，捷克語發音：[ˈmɪxaɛla ˈɦrubaː]，1998年2月21日—）生于博日托夫，是一名捷克女子田径运动员，主攻跳高。她最初接触过自行车和游泳，但后来决定改练田径。2013年，她在欧洲青少年奥林匹克运动会中获得女子跳高银牌，这是她的首个国际比赛奖牌。高中毕业后，她进入查理大学体育教育和运动学院就读。